# Perania picea
Espèce
Synonymes
- Phaedima picea Thorell, 1890

Perania picea est une espèce d'araignées aranéomorphes de la famille des Pacullidae.

## Distribution
Cette espèce est endémique de Sumatra en Indonésie.

## Publication originale
- Thorell, 1890 : Studi sui ragni Malesi e Papuani. IV, 1. Annali del Museo Civico di Storia Naturale di Genova, sér. 2, no 8 (28), p. 1-419 (texte intégral).